# 算用状
算用状（さんようじょう・散用状）とは、中世の荘園において、荘園領主と現地の荘官との間で交わされた個々の荘園の年貢・公事などに関する年間の収支決算報告のこと。結解状（けちげちょう）とも呼ばれた。

## 概要
算用状（結解状）は、領主側と荘官側の間において遣り取りされる収支決算資料を指すため、領主側と荘官側の間で別箇の趣意を持った算用状（結解状）が作成される事となる。
領主（実際には領主の家政機関である政所・公文所）が作成する算用状は、支配状・下行状・納下状などと呼ばれ、個々の荘園の荘園の年貢の収納状況からその年の収支見通しを立てて支配（下行（げぎょう））の方針を支持するために用いられた。
一方、現地の荘官側が作成する注進状と呼ばれ、その年の年貢納入状況について報告するために作成された。まず規定の年貢高から当該年度の除分（免除されたもの）・損亡分（災害による損害）・未進分（未納のもの）を除き、続いて下用・所済・立用などと呼ばれる現地での必要経費を差し引き、更に回収された前年の未納分を足したものが、荘園領主の元に送られる清算納入量となる。当時の農業生産は不安定であり、こうした年ごとの清算業務は欠かせないものであった。